# Motywacja (album)
Motywacja – pierwszy album studyjny rapera Mlodego Sosny. Wydawnictwo ukazało się 8 czerwca 2020 roku. Gościnnie w nagraniach wzięli udział m.in. Mlody Blista (Uzi Red), Tytoń 666 i BRT. 14 lipca 2021 r. ukazała się edycja specjalna krążka wydana fizycznie na CD.

## Lista utworów
Opracowano na podstawie materiału źródłowego.
1. „Motywacja” – 3:52
2. „To Jest Hip Hop” – 3:45
3. „Hot 16 Challenge” – 1:06
4. „Mam Wyjebane” – 2:55
5. „Dont Kill Yourself” (gościnnie: Mlody Blista) – 4:30
6. „Gangsta Freestyle” – 2:48
7. „Bezdomni W Kręgu Ognia” (gościnnie: Tytoń 666) – 7:35
8. „Miasto 44" – 3:21
9. „Moja Droga” – 2:53
10. „Płonące Osiedla” (gościnnie: Lil Białas) – 4:19
11. „Pojebana Codzienność” – 3:20
12. „Skąd Jesteś I Co Robisz” – 3:30
13. „Światy” – 3:18
14. „Galimatias” (gościnnie: Mlody Blista, BRT) – 4:11
15. „Sosna 2017” – 1:43